# 发散级数
发散级数（英語：Divergent Series）是指（按柯西意义下）不收敛的级数。如级数{\displaystyle 1+2+3+4+\cdots }和{\displaystyle 1-1+1-1+\cdots } ，也就是说该级数的部分和全部序列没有一个有穷极限。
如果一个级数是收敛的，这个级数的项一定会趋于零。因此，任何一个项不趋于零的级数都是发散的。不过，收敛是比这更强的要求：不是每个项趋于零的级数都收敛。像调和级数就是每个项趋于零，但不收斂的级数
{\displaystyle 1+{\frac {1}{2}}+{\frac {1}{3}}+{\frac {1}{4}}+\cdots =\sum _{n=1}^{\infty }{\frac {1}{n}}.}

调和级数的发散性被中世纪数学家奥里斯姆所证明。
quelque chose de bien fatal et c'est une honte qu'on ose y fonder aucune démonstration. 

## 可和法
在实际的数学研究以及物理、天文等其它学科的应用中，经常会自然地涉及各种发散级数，所以数学家们便试图给这类发散级数客观地指派一个实或复的值，定义为相应级数的和，并在这种意义之下研究所涉及的发散级数。每一种定义都被称为一个可和法（英語：Summability method），也被理解为一类级数到实数或复数的一个映射，通常也是一个线性泛函，例如阿贝尔可和法、切萨罗可和法与波莱尔可和法等。
可和法通常保持收敛级数的收敛值，而对某些发散级数，这种可和法和能额外定义出相应级数的和。例如切萨罗可和法将格兰迪级数
{\displaystyle 1-1+1-1+\cdots }
可和到1/2。大部分可和法与相应幂级数的解析延拓相关，每个适当的可和法试图描述的是序列趋于无穷时的平均表现，这种意义下也可以理解为无穷序列的均值。

## 历史
19世纪前，欧拉以及其他数学家广泛地应用发散级数，但经常引出令人困惑与矛盾的结果。其中，主要的问题是欧拉的思想，即每个发散级数都应有一个自然的和，而无需事先定义发散级数的和的含义。柯西最终给出了（收敛）级数的和的严格定义，从这过后的一段时间，发散级数基本被排除在数学之外了。直到1886年，它们才在庞加莱关于渐进级数的工作中再次出现。在1890年，切萨罗意识到可以对一类发散级数的和给出严格定义，从而定义了切萨罗和。（这并不是第一次应用到切萨罗和，弗罗贝尼乌斯在1880年曾经使用过；切萨罗关键的贡献并不是发现了这个可和法，而是由于他認為「应当给出发散级数和的精确定义」的思想。）在切萨罗的论文发表的后一年，其他的一些数学家陆续给出了发散级数和的其他定义，不過这些定义并不总是相容的：不同的定义可能对相同的发散级数给出不同的和。所以，当提及发散级数的和时，需要具体指明所使用的是哪个可和法，尽管大部分常用的可和法某种意义上是彼此相容的。

## 关于发散级数求和的可和法定理
收敛级数映射到它的和的函数是线性的，从而根据哈恩-巴拿赫定理可以推出，这个函数能扩张成可和任意部分和有界的级数的可和法，这个事实一般并不怎么有用，因为这样的扩张许多都是互不相容的，并且也由于这种算子的存在性证明诉诸于选择公理或它的等价形式，例如佐恩引理，所以它们还都是非构造的。
发散级数这一分支，作为分析学的领域，本质上关心的是明确而且自然的技巧，例如阿贝尔可和法、切萨罗可和法、波莱尔可和法以及相关对象。维纳陶伯型定理的出现标志着这一分支步入了新的阶段，它引出了傅里叶分析中巴拿赫代数与可和法间出乎意料的联系。
发散级数的求和作为数值技巧也与插值法和序列变换相关，这类技巧的例子有：帕德近似、Levin类序列变换以及与量子力学中高阶微扰论的重整化技巧相关的依序映射。

## 可和法的基本性质
可和法通常关心的是级数的部分和序列。有时这个序列并不收敛，但经常能发现，从序列首项起，逐个取越来越多的项的平均，得到的均值列可以是收敛的，可以用这个均值列的极限取代原本的概念，用以表示相应级数的和。所以通常为了得到级数 a0 + a1 + a2 + ...,的和，会从序列s出发考虑，其中s0 = a0，sn+1 = sn + an+1，其中在收敛的情形下，序列s趋于某个极限a。每个可和法也能被理解为一类级数的部分和序列到实数或复数的一个映射，在这种理解下，可以通过考虑将相应级数映射到相同的值的映射，将其化为级数可和法 AΣ，反之亦然。这些可和法通常需要遵循或者拥有一类自然的性质，使得它们在应用上如同极限的概念一样，更容易推出一般性的结论。
1. 正则性. 称可和法A为正则的，是指对每个收敛到x的序列s，有A(s) = x。等价地说，相应的级数可和法总会给出AΣ(a) = x。
2. 线性. 称可和法A为线性的，是指它作为(部分和)序列上的函数是一个线性泛函，因此对序列r、s与实或复的标量k有A(k r + s) = k A(r) + A(s)。 由于级数a的项an+1 = sn+1 − sn是一族关于序列s的线性泛函，反之亦然，所以这也等价于说 AΣ是作用在级数的项序列上的线性泛函。
3. 稳定性 (也被称为可移性).若s是从s0开始的序列，并且s′是通过删去s的首项并在余下每一项减去s0得到的序列，也就是s′n = sn+1 − s0，则A(s)有定义当且仅当A(s′)有定义，并且A(s) = s0 + A(s′)。 等价地说，只要对每个n有a′n = an+1，那么AΣ(a) = a0 + AΣ(a′)[1][2]。对此的另一种表述是，在这个可和法下可和的级数都满足移位法则。

有许多可和法都满足比正则性更强的全正则性，例如切萨罗和。
1. 全正则性.倘若可和法不仅正则，还将每个发散到正无穷的序列可和到正无穷，发散到负无穷的序列可和到负无穷，则称这个可和法是全正则的。

这种性质是将正则性与广义实数结合考虑后所自然产生的，换句话说，并不将通常意义下的发散到正无穷的级数视作没有极限的，而是视作以正无穷为“极限”。例如一个可和法将{\displaystyle 1+2+3+4+\cdots }可和到{\displaystyle -1/12}，那么它一定不是全正则的。类似的，也可以在纳入广义实数考虑的情形下，借助广义实数间的运算法则定义出类似意义下的线性。
第三个性质不那么重要，对一些重要的可和法而言，例如波莱尔可和法，可能会没有这种性质。应该注意到的是，这里并没有希望所考虑的可和法定义在每个实序列或者有界实序列上，这是因为大部分有力的可和法也无法满足这种性质。倘若希望讨论额外满足这种性质的可和法，例如巴拿赫极限，需要证明这种可和法的存在性，这将会涉及哈恩-巴拿赫定理。
还可以给出比稳定性稍弱一点的条件。
1. 有限可重排性.若 a和a′是两个级数，之间存在一个双射 {\displaystyle f:\mathbb {N} \rightarrow \mathbb {N} } ，使得ai = a′f(i)对每个 i成立，还存在{\displaystyle N\in \mathbb {N} }使得对每个i > N都有ai = a′i，则 AΣ(a) = AΣ(a′)。(换句话说，a′和a只要重排有限项后便是同一个级数。)注意到这是比稳定性要弱的条件，因为每个遵循稳定性的可和法也会遵循有限可重排性，但反过来并不正确。

对于两个不同的可和法A和B，会希望它们能享有相容性：称A和B为相容的，是指对两个可和法下都可和的序列s而言，有A(s) = B(s)。如果两个可和法是相容的，并且其中一个能可和的级数多于另一个，便把能可和得更多的那个称为更强的。
有一些有力的数值可和法既不正则也不线性，例如一些非线性的序列变换，像是Levin类序列变换和帕德近似，以及基于重整化技巧中微扰级数的依序映射。
倘若将正则性、线性和稳定性视作公理，那么通过基本的代数操作便能对许多发散级数求和。这部分地解释了不同的可和法对一类级数总给出同一个值的原因。
例如，对于公比r≠1的几何级数，假定在某个符合以上三条的可和法下都是可和的，便可得到
{\displaystyle {\begin{aligned}G(r,c)&=\sum _{k=0}^{\infty }cr^{k}&&\\&=c+\sum _{k=0}^{\infty }cr^{k+1}&&\\&=c+r\sum _{k=0}^{\infty }cr^{k}&&\\&=c+r\,G(r,c),&&\\G(r,c)&={\frac {c}{1-r}}.&&\\\end{aligned}}}
值得一提的是，这里{\displaystyle G(r,c)}所满足的方程{\displaystyle x=c+rx}，在r>1时也可理解为以{\displaystyle \infty }为另一个解，所以在这种意义下便不能断言{\displaystyle {\frac {c}{1-r}}}是唯一的解。更严格地说，每个遵循这些性质，并且将相应几何级数可和到有限值的可和法，一定将其可和到这个值。进一步的，当r是大于1的实数时，部分和递增且无界，从而在之前所说的平均法下，以正无穷为和。

## 传统意义下的可和法
常规收敛和绝对收敛是级数在传统意义下的两个可和法，这里只是出于完整性的考虑才加以讨论；严格来说，它们并不算是发散级数的可和法，这是因为只有当这些可和法失效时，才说一个级数发散。大部分发散级数的可和法都是这两个可和法在更大一类序列上的延拓。

### 级数的和
柯西对级数a0 + a1 + ...的和的经典定义为部分和序列a0 + ... + an的极限。通过两个实数之间加法运算的定义，再依据数学归纳法，不难自然地定义出有限个实数间的加法。但是有限个实数间的加法有定义并不意味着能直接地导出级数的和的定义，因为此时并没有定义无限项相加的概念，只有借助极限进行额外定义才能明确级数的和的概念。

### 绝对收敛
给定收敛到s的收敛级数a，倘若任意置换级数a的项得到级数a′后，a′收敛也总是收敛到s，则称级数a是绝对收敛的。在这个定义之下可以证明，一个级数收敛当且仅当取它每一项绝对值后得到的新级数在经典意义下收敛。有些地方会将后者作为绝对收敛的定义，但由于不涉及绝对值的概念，所以前者的定义更有一般性。

## Nørlund平均
取从p0起的正项序列pn，并且满足
{\displaystyle {\frac {p_{n}}{p_{0}+p_{1}+\cdots +p_{n}}}\rightarrow 0.}
用序列p变换序列s，给出加权平均，也就是取
{\displaystyle t_{m}={\frac {p_{m}s_{0}+p_{m-1}s_{1}+\cdots +p_{0}s_{m}}{p_{0}+p_{1}+\cdots +p_{m}}}.}
当m趋于无穷时，tm的极限倘若存在，则称其为s的Nørlund平均或者Nørlund和 Np(s)，相应的可和法称为Nørlund可和法。
Nørlund可和法是全正则、线性、稳定的。令人惊讶的是，任意两个Nørlund可和法都是相容的。

### 切萨罗可和法
最特别的Nørlund可和法是切萨罗可和法。
考虑级数{\displaystyle \sum _{n=1}^{\infty }a_{n}}，记{\displaystyle s_{n}=a_{1}+\cdots +a_{n}}为它的部分和，再记{\displaystyle t_{n}={\frac {s_{1}+\cdots +s_{n}}{n}}}。如果{\displaystyle t_{n}\rightarrow s}，则称这个级数的切萨罗和为{\displaystyle s}。这显然是一个Nørlund可和法。
作为推广，取pk为
{\displaystyle p_{n}^{k}={n+k-1 \choose k-1}.}
定义N(pk)(s)为切萨罗和Ck(s)，k不必总为整数。当k ≥ 0时，切萨罗和也是Nørlund和，从而是全正则、线性、稳定并且两两相容的。其中C0是常规的和，C1是经典的切萨罗和。进一步的，若h > k，则Ch强于Ck。

## 阿贝尔型可和法
假定λ = {λ0, λ1, λ2,...}是严格递增趋于无穷的序列，并且λ0 ≥ 0。倘若
{\displaystyle f(x)=\sum _{n=0}^{\infty }a_{n}\exp(-\lambda _{n}x)}
对每个实数x > 0收敛，则定义其阿贝尔型平均/阿贝尔型可和法 Aλ为
{\displaystyle A_{\lambda }(s)=\lim _{x\rightarrow 0^{+}}f(x).}
更一般地说，如果级数f只对大的x收敛，但能解析延拓到每个正的实x上，那么依旧能以上述方式定义出相应的可和法。
这类级数也被称为广义狄利克雷级数；在物理应用中，这被称为热核正则化方法。
阿贝尔型可和法是正则、线性的，但不稳定，并且两个不同的阿贝尔型可和法也不总是相容的。不过，其中一些可和法是非常重要的。

### 阿贝尔可和法
如果取λn = n，便得到了阿贝尔可和法。并且
{\displaystyle f(x)=\sum _{n=0}^{\infty }a_{n}e^{-nx}=\sum _{n=0}^{\infty }a_{n}z^{n},}
其中z = exp(−x)。因此当x右趋于0时，f(x)的极限恰为z左趋于1时，幂级数f(z)的极限。所以阿贝尔和A(s)也可以定义为
{\displaystyle A(s)=\lim _{z\rightarrow 1^{-}}\sum _{n=0}^{\infty }a_{n}z^{n}.}
阿贝尔可和法某种意义上非常有趣，因为它和每个切萨罗可和法相容且更有力，即总有A(s) = Ck(s)，只要后者有定义。阿贝尔和是正则、线性、稳定的，并且与切萨罗可和法相容。

### 林德勒夫可和法
如果取λn = n log(n)，便得到了林德勒夫可和法（指标从1算起），有
{\displaystyle f(x)=a_{1}+a_{2}2^{-2x}+a_{3}3^{-3x}+\cdots .}
于是L(s)或者说林德勒夫和 (Volkov 2001)，是x右趋于0时f(x)的极限。林德勒夫和是非常有力的可和法，倘若应用在有正收敛半径的幂级数上，那么在这个幂级数的米塔-列夫勒星形域上处处都是可和的。
准确的说，如果g(z)是在原点解析的解析函数，从而有相应正收敛半径的麦克劳林级数，并且在其米塔-列夫勒星形域上总有L(G(z)) = g(z)。进一步的，L(G(z))在这个星形域的每个紧集上一致收敛到g(z)。

## 解析延拓
有一些可和法涉及了对相关函数的解析延拓的讨论。

### 幂级数的解析延拓
如果Σanxn对小的复x收敛，并且能沿着某条路径从x = 0延拓到x = 1，则可以把级数的和定义为延拓后的函数在x = 1处的值。这个值可能会依赖于路径的选取。

### 欧拉可和法
欧拉可和法本质上是解析延拓的精确形式。如果一个幂级数对小的复z收敛，并且能从半径为−1/q + 1的圆解析地延拓到半径为1的圆上，而且在z=1处连续，则此处的值被称为级数a0 + ....的欧拉和或是(E,q)和。欧拉在解析延拓被定义前普遍地应用这个概念，并且给出了幂级数解析延拓的精确形式。
欧拉变换的操作能被重复上好几次，它本质上等价于考虑幂级数在z = 1处的解析延拓。

### 狄利克雷级数的解析延拓
考虑狄利克雷级数
{\displaystyle f(s)={\frac {a_{1}}{1^{s}}}+{\frac {a_{2}}{2^{s}}}+{\frac {a_{3}}{3^{s}}}+\cdots }
解析延拓到s = 0处的值，如果存在便是唯一的，将其定义为相应级数的和便给出了一个可和法。这个可和法有时会被混同于zeta函数的正则化。

### zeta函数的正则化
如果级数
{\displaystyle f(s)={\frac {1}{a_{1}^{s}}}+{\frac {1}{a_{2}^{s}}}+{\frac {1}{a_{3}^{s}}}+\cdots }
(对于正的an)对大的实s收敛，并且能沿着实线解析地延拓到s = −1，则它在s = −1处的值被称为级数a1 + a2 + ...的zeta正则和，这种广义和是非线性的。在应用中，ai有时会是有紧分解的自伴算子A的特征值，从而f(s)是A−s的迹。例如，若A有特征值 1, 2, 3, ... 则f(s)是黎曼zeta函数， ζ(s)在s = −1处的值是−1/12，这为发散级数1 + 2 + 3 + 4 + …指派了相应的和。其它的s处的值，也能以此被理解为定义了相应的广义和，像是ζ(0) = 1 + 1 + 1 + ... = −1/2、ζ(−2) = 1 + 4 + 9 + ... = 0。一般而言，
{\displaystyle \zeta (-s)=\sum _{n=1}^{\infty }n^{s}=1^{s}+2^{s}+3^{s}+\cdots =-{\frac {B_{s+1}}{s+1}}\,,}
其中Bk是伯努利数.

## 基于整函数的可和法
如果J(x) = Σpnxn是一个整函数，并且下述极限存在，则级数a0 + ...的J和被定义为
{\displaystyle \lim _{x\rightarrow \infty }{\frac {\sum _{n}p_{n}(a_{0}+\cdots +a_{n})x^{n}}{\sum _{n}p_{n}x^{n}}}.}
在一个变体下，J相应的级数有有限收敛半径r并且在x = r处发散。在这种情形下也可以用如上方式定义相应的可和法，不过要将x趋于无穷大替换为x（左）趋于r。

### 波莱尔可和法
J(x) = ex这个特殊情形给出了(弱)波莱尔可和法。

### Valiron可和法
Valiron可和法是波莱尔可和法在一类更一般的整函数J上的推广。Valiron展示了在一定条件下，它等价于将级数的和定义为 
{\displaystyle \lim _{n\rightarrow +\infty }{\sqrt {\frac {H(n)}{2\pi }}}\sum _{h\in Z}e^{-{\frac {1}{2}}h^{2}H(n)}(a_{0}+\cdots +a_{h})}
其中H是G的二阶导数，并且c(n) = e−G(n)。

## 矩可和法
dμ是实数上的测度，并使得每个矩
{\displaystyle \mu _{n}=\int x^{n}\,d\mu }
有限。若级数a0 + a1 + ...使得
{\displaystyle a(x)={\frac {a_{0}x^{0}}{\mu _{0}}}+{\frac {a_{1}x^{1}}{\mu _{1}}}+\cdots }
对每个x收敛，那么级数的(dμ)和被定义为积分
{\displaystyle \int a(x)\,d\mu }
的值，只要这个积分有定义。（注意到如果μn增速过快，则它们并不能唯一决定测度μ。）

### 波莱尔可和法
例如若对正的x，dμ = e−x dx，而对负的x为0，则μn = n!。这个给出了一种形式的波莱尔可和法，其中级数的和为
{\displaystyle \int _{0}^{\infty }e^{-t}\sum {\frac {a_{n}t^{n}}{n!}}\,dt.}
可以对此推广出依赖于参量α的可和法，称为(B′,α)和，其中级数a0 + ... 的和被定义为
{\displaystyle \int _{0}^{\infty }e^{-t}\sum {\frac {a_{n}t^{n\alpha }}{\Gamma (n\alpha +1)}}\,dt,}
只要这个积分存在。更进一步的推广将被积函数替换为从小的 t起的解析开拓。

## 各类可和法

### 豪斯多夫变换
Hardy (1949，chapter 11).

### Hutton可和法
Hutton于1812年，引入了一种发散级数的可和法，它从部分和序列出发，反复执行将序列 s0, s1, ...替换为平均序列s0 + s1/2, s1 + s2/2, ...的操作，再取其极限。
(Hardy 1949，p. 21)

### 英厄姆可和法
称级数a1 + ... 英厄姆可和到s，指的是
{\displaystyle \lim _{x\rightarrow \infty }\sum _{1\leq n\leq x}a_{n}{\frac {n}{x}}\left[{\frac {x}{n}}\right]=s.}
英厄姆证明了如果取定δ为某个正数，则(C,−δ) (切萨罗)可和性可以推出英厄姆可和性，并且英厄姆可和性还能推出(C,δ)可和性。
Hardy (1949，Appendix II)

### 朗伯可和法
称级数a1 + ... 朗伯可和到s，指的是
{\displaystyle \lim _{y\rightarrow 0^{+}}\sum _{n\geq 1}a_{n}{\frac {nye^{-ny}}{1-e^{-ny}}}=s.}
如果级数对某个k是(C,k) (切萨罗)可和的，则它也朗伯可和到相同的值。若级数是朗伯可和的，则它也阿贝尔可和到相同的值。
Hardy (1949，Appendix II)

### Le Roy可和法
称级数a0 + ... Le Roy可和到s，指的是
{\displaystyle \lim _{\zeta \rightarrow 1^{-}}\sum _{n}{\frac {\Gamma (1+\zeta n)}{\Gamma (1+n)}}a_{n}=s.}
Hardy (1949，4.11)

### 米塔-列夫勒可和法
称级数a0 + ... 米塔-列夫勒(M)可和到s，指的是
{\displaystyle \lim _{\delta \rightarrow 0}\sum _{n}{\frac {a_{n}}{\Gamma (1+\delta n)}}=s.}
Hardy (1949，4.11)

### 拉马努金可和法
拉马努金可和法是拉马努金基于欧拉-麦克劳林求和公式给出的发散级数可和法。级数f(0) + f(1) + ...的拉马努金和不仅依赖于f在整数上的取值，也依赖于f在其它非整数上的取值，所以它并不是在通常意义下的可和法。
如果指数母函数{\displaystyle \sum _{n=1}^{\infty }a_{n}e^{-nz}}的收敛区域非空，且它可以解析延拓为复平面上的亚纯函数，它的洛朗级数的零次系数就等于级数{\displaystyle \sum _{n=1}^{\infty }a_{n}}的拉馬努金和。
例如，有以下级数的拉馬努金和：
{\displaystyle 1+2+3+4+\cdots =-{\frac {1}{12}}(\Re ).}
{\displaystyle 1+1+1+1+\cdots =-{\frac {1}{2}}(\Re ).}
{\displaystyle 1-1+1-1+\cdots ={\frac {1}{2}}(\Re ).}

### 黎曼可和法
称级数a1 + ... (R,k)(或黎曼)可和到s，指的是
{\displaystyle \lim _{h\rightarrow 0}\sum _{n}a_{n}\left({\frac {\sin nh}{nh}}\right)^{k}=s.}
Hardy (1949，4.17)
称级数a1 + ... R2可和到s，指的是
{\displaystyle \lim _{h\rightarrow 0}{\frac {2}{\pi }}\sum _{n}{\frac {\sin ^{2}nh}{n^{2}h}}(a_{1}+\cdots +a_{n})=s.}

### 里斯可和法
若λn组成递增的实数列，并且
{\displaystyle A_{\lambda }(x)=a_{0}+\cdots +a_{n}{\text{ for }}\lambda _{n}<x\leq \lambda _{n+1}}
则将级数a0 + ...的里斯和(R,λ,κ)定义为
{\displaystyle \lim _{\omega \rightarrow \infty }{\frac {\kappa }{\omega ^{\kappa }}}\int _{0}^{\omega }A_{\lambda }(x)(\omega -x)^{\kappa -1}\,dx.}

### Vallée-Poussin可和法
称级数a1 + ... VP(或Vallée-Poussin)可和到s，指的是
{\displaystyle \lim _{m\rightarrow \infty }a_{0}+a_{1}{\frac {m}{m+1}}+a_{2}{\frac {m(m-1)}{(m+1)(m+2)}}+\cdots =s.}
Hardy (1949，4.17).

## 引用
1. ↑  . Michon's Numericana.   [2017-05-06]. （原始内容存档于2017-06-01）.
2. ↑  . The Encyclopedia of Mathematics. Springer.   [2017-05-06]. （原始内容存档于2015-06-21）.
3. ↑  Muraev, E. B., , Akademiya Nauk SSSR, 1978, 19 (6): 1332–1340, 1438, MR 0515185. Muraev注意到波莱尔可和法在两个方向中的一个上是可移的：在级数的起始处添入零扩充这个级数，并不会改变这个级数的可和性以及可和到的值。但是他陈述道“反过来并不正确”。
4. ↑  Tao, Terence. . 2010-04-10  [2017-05-09]. （原始内容存档于2017-06-06）.
5. ↑  Candelpergher, B., H. Gopalkrishna Gadiyar, and R. Padma,  （页面存档备份，存于）, Ramanujan summation and the exponential generating function {\displaystyle {\begin{smallmatrix}{\sum _{k=0}^{\infty }{\frac {z^{k}}{k!}}\zeta ^{\prime }(-k)}\end{smallmatrix}}}., The Ramanujan Journal,21, no. 1 (2010): pp. 99-122.